# 口塞

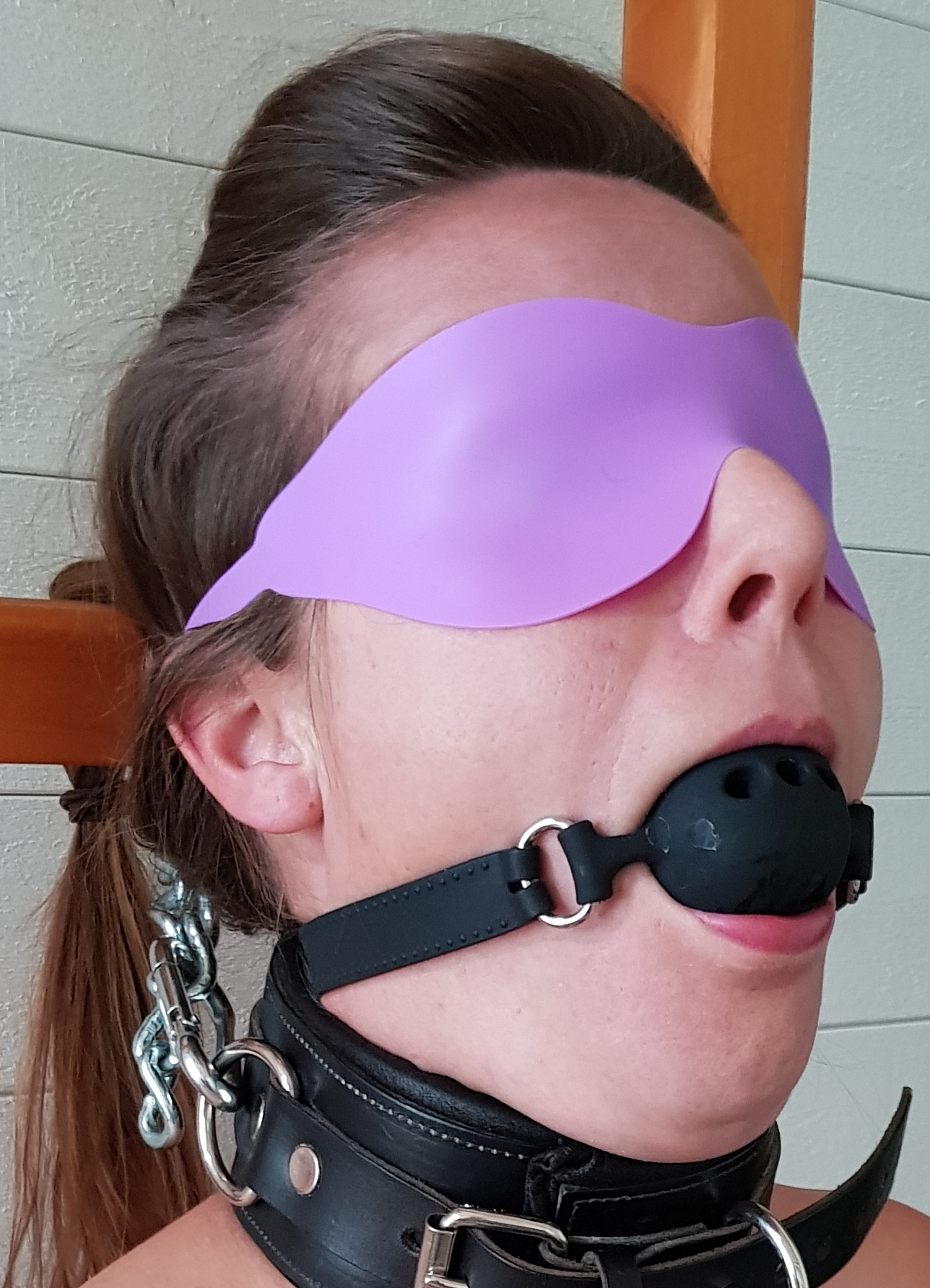
口球最常见的口塞

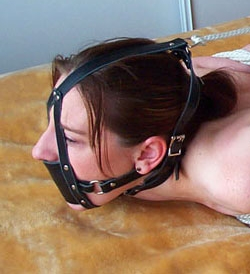
被口塞堵住嘴

口塞又称口枷或口球，是一种常见的虐恋用具，可以封堵口部或者使嘴巴长时间张开，使佩戴者无法说话。在虐恋活动中，只有受虐者才会佩戴口塞，而施虐者不会佩戴。口球作为SM游戏最简单的入门玩具，受到广大玩家的喜欢。
戴口塞的目的有很多。有人從戴口塞或看他人戴口塞能得到性快感。當與其它拘束裝置一起使用時，配戴口塞剥夺受虐者说话的权利，進而可以增進受虐者的無助感和不安感。
對有些人來說，戴口塞有著處罰和控制的含意，所以讓戴口塞成為一種屈辱的行為。即使沒有和其他束縛裝置一起使用，單獨戴口塞對某些人來說還是會激起屈辱感。有些人則特別喜歡帶著口塞的人嘗試說話時發出的聲音，或是看到他們因為口塞而無法控制得流口水。

## 类型
口塞有很多类型，其形状、功能、感觉甚至是价格都因类型而异。

### 口球
口球又称口枷球、球型口枷，是最常见的一种口塞。口球的构造是一个塑料制的小球，连在一条松紧带的两端，小球有不同的直径，也有实心和镂空的两种。
使用时将小球塞入受虐者口部，使受虐者牙齿咬住小球，再将皮带系紧即可。
因为口始终保持张开的状态，受虐者无法完成吞咽动作，所以镂空的口球大多数时候在长时间佩戴后会让受虐者口水流出，增加屈辱感。

### 口枷
口枷又称环形口塞，构造是一个圆环连在一条松紧带两端。口枷可以使佩戴者的嘴巴长时间张开，同时施虐者可以将阴茎或者假阴茎强制塞入受虐者嘴巴，迫使其口交，而且在張口狀態下，口水會不斷流出，增加屈辱感。
口枷的使用方法和口球类似，但圆环可能会在口腔里翻倒，失去效果还可能造成口腔表皮伤害。
单独的环形口枷的实用性并不高，因为摆脱它将是很容易的（只需要舌头努力地推动铁环使其翻倒），但如果只是作为虐恋用途，它将是很好的选择，因为可以将阴茎插入嘴巴，大大增加虐恋的趣味。不过值得注意的是，因为口枷限制了唇的运动，佩戴口枷时进行的口交只能靠舌头进行，吸吮的快感将难以实现。

### 口衔
口衔的构造是一根棒连接在一条松紧带两端，口枷很像马匹用的嚼子，因此常使用于动物扮演当中。一些贩售性用品的网站上，口衔和口枷时常混淆。
使用时令佩戴者咬住棒，再系紧带子即可。
在带子后连接牵绳并由施虐方牵引，将会很像牵引马匹。另外口衔的材质不一，多以皮质或橡胶制，不同的材质将会有不同的佩戴感受，过硬的材质不宜长时间佩戴，否则将会引起口腔不适。

### 马具型口塞
马具型口塞是一种特殊的口塞，通常是普通的口球，但是有多条固定用的带子，可以绕整个头部使佩戴更稳固，而佩戴后看起来很像佩戴了马具的马匹。
因为同时采用了多条固定带，口球的固定将非常稳固，只要在佩戴时将皮带系的足够紧，马具型口塞几乎是无法被吐出的，除非有手帮忙否则一般无法摘下。佩戴马具型口塞后只需反绑双手并固定双脚就可以完成对一个人的基本拘束。
长时间佩戴马具型口塞将会在面部留下皮带的痕迹，尤其是皮带拉得很紧的时候。

### 口罩型口塞
口罩型口塞也是一种特殊的口塞，它和马具型口塞很相似，有时候甚至很难指出区别。一般口罩型口塞也有多条固定用的带子，但塞入物的部位是一块皮制的口罩，口罩的内部可能粘接有塞入物。有些口罩型口塞的塞入物是一个圆筒，伸入佩戴者的口腔，圆筒的一头有一个塞子，虐恋场景中，施虐者可以打开塞子实施强制口交。

### 充气口塞
充气口塞是一种可以通过充气或放气改变塞入物大小的口塞，通常是橡胶材质，附带充气装置。充气口塞实用性不强，因为使用者的口腔大小不一，还容易引起呕吐。
一些充气口塞没有松紧带，可能需要配合其他口塞使用。

### 假阴茎口塞
假阴茎口塞的塞入物是一个假阴茎。有一些假阴茎口塞是外部安装有假阴茎，使用者可以为他人性交。

### 布条
棉质、丝质的布条或者毛巾，甚至是内衣也可以用作口塞。使用时将一些布揉成团状塞入佩戴者口中，用另一根布条饶口部系紧即可。

### 胶带
胶带也可以用作口塞，使用时直接贴在口部即可，為了避免用力張口導致胶带失效，建議使用較強粘力的胶带，或是在頭部纏繞數圈確保膠帶不會輕易脫落。

### 开口器
医用的开口器也可以作为口塞，使佩戴者的口部长时间张开。但金属和牙齿摩擦会引起一定的不适。

## 安全
佩戴口塞不同于其他虐恋活动，造成身体伤害的可能性很小，但亦有风险：
- 长时间佩戴口塞或者佩戴型号过大的口塞可能引起颌骨损伤
- 口塞的带子可能磨破佩戴者的皮肤
- 鼻腔呼吸不畅时佩戴实心口塞可能会引起窒息
- 填塞物可能引起呕吐

购买口塞时应注意挑选口塞的大小，使用一段时间也应该及时取下来。佩戴口塞须注意保持佩戴者呼吸通畅，以免发生窒息。由于佩戴者无法说话，虐恋活动的双方应该商量一个动作作为安全词。

## 文化
2011年香港Face杂志刊登照片，宣称陈冠希的好友发布了张柏芝受其虐待的照片，而照片中的女子即佩戴口塞并被捆绑，但这组照片其实截取自数年前一部名为《狗仔战俘》的实验短片，片中女子的确是张柏芝，但并非陈冠希施虐的实录。